# TVING
TVING(티빙)은 CJ ENM의 계열사인 주식회사 티빙이 운영 변경 웨이브 합병하는 대한민국의 구독형 OTT 스트리밍 서비스다.

## 후원
TVING 스타리그 2012 - 33번째이자 마지막 스타크래프트 브루드 워 개인리그였다.

## 주요 채널
- 지상파 TV : KBS 1TV, KBS 2TV, MBC TV, SBS TV, EBS 1TV, EBS 2TV
- 종합 편성 : JTBC, MBN, 채널A, TV조선[2]
- 홈쇼핑 : GS SHOP, 현대홈쇼핑, 롯데홈쇼핑, NS홈쇼핑, GS MY SHOP, NS SHOP+, 현대홈쇼핑+샵, 신세계TV쇼핑, 쇼핑엔티, 롯데 ONE TV, K쇼핑
- 드라마 : KBS 드라마, MBC 드라마넷, SBS 플러스, 채널J, 채널W, Asia N, 채널차이나, 텔레노벨라, 엣지TV, NXT
- 예능 : KBS 조이, MBC 에브리원, SBS funE, SBS F!L, FUN TV, 라이프타임, 위라이크, 채널A플러스, MBN플러스, STATV
- 교양 : KBS 라이프, MBC ON, 동아TV, 폴라리스TV, 히스토리채널, FTV
- 뉴스 : YTN, 연합뉴스TV
- 경제 : 한국경제TV, 매일경제TV, SBS Biz
- 정치 / 행정 : NATV 국회방송, 한국선거방송, KTV 국민방송, NBS 한국농업방송
- 종교 : CPBC 가톨릭평화방송, BBS불교방송, BTN불교TV, CBS 기독교방송, CTS기독교TV, CMTV
- 영화 : PLAYY 액션 영화, PLAYY 웰메이드 영화, PLAYY 프리미엄 영화, 시네마천국, AsiaM, 인디필름, THE MOVIE
- 스포츠 : SBS 골프, SBS 골프 2, 빌리어즈TV
- 교육 : 방송대학TV
- 어린이 : 애니박스, 애니원, 애니맥스, EBS KIDS, 브라보키즈, 대교어린이TV, KBS 키즈
- 해외 : CCTV-4</ref> 다만 잠재적 종료 방송사 후보로는 CGTN, CCTV4, TV조선 등이 있다., CGTN[3], CGTN Documentary, 아리랑국제방송
- 음악 : MBC 뮤직, THE M, All The K-Pop, 블렌딩 뮤직비디오
- 지역 : MBC NET, 9 Colors, OBS경인TV
- 기타 : KBS 스토리, KBS N PLUS, OBS W
- 정주행 채널 : MBC 무한도전, KBS 1박 2일, 레전드 시트콤, iHQ 맛있는 녀석들, KBS JOY 연애의 참견, MBC 서프라이즈, SBS 런닝맨, SBS TV 동물농장, SBS 미우새, MBC 라디오 스타, MBC 나 혼자 산다, KBS 슈퍼맨이 돌아왔다, 순옥 명작관, MBC 하이킥 24, MBC 드라마 정주행 24 LIVE, MBC 예능 정주행 24 LIVE, 자이언트 펭TV
- 라디오 - 다음과 같음
  - 지상파 라디오 : KBS 1RADIO, KBS 1FM, KBS 2RADIO, KBS 2FM, MBC RADIO, MBC FM, SBS RADIO, SBS FM, EBS FM, YTN FM, Gugak FM, TBS FM, CBS 라디오, CBS FM, CBS JOY4U, FEBC FM, BBS FM, WBS FM, CTS FM, BTN FM[4]
  - KISS 계열 라디오 : 최신 인기 가요, 당신을 위한 발라드, 8090 인기 가요, 2000년대 인기 가요, 최신 인기 가요, 재즈 라운지, 명품 클래식, 키스 더 트롯, 한국인이 사랑한 팝송

## 스포츠 중계

### KBO리그 중계
2024년부터 2026년까지 3년간 뉴미디어 중계권 사업자로 선정되었다.
하지만 티빙 자체제작 야구중계 하이라이트에서는 시범경기 4번타순에 이름을 올렸던 노시환을 노시환의 등번호인 8번을 보고
'8번타자 노시환' 이라고 편집하거나, 3루에서 아웃 세이프 관련 장면에 3루주자가 먼저 베이스에 닿아 세이프가 되었는데,
이때 세이프가 아닌 '세이브'라고 편집하였다. 야구에서 세이프는 주자가 베이스에 먼저 닿는 경우이고 세이브는 투수가
3이닝 이상 투구하여 경기를 마무리짓거나, 3점차 이내 또는 승계주자가 있는 상황에 올라온 투수가 경기를 마무리 짓는것이라
완벽히 차이가 있다. 이 외에도 채은성 선수의 등번호인 22번을 보고 22번 타자라고 편집하였다.
중계에선 spotv 김민수 캐스터가 '타석에 22번 타자 채은성이 들어섭니다' 라며 티빙중계편집의 무능함을 간접적으로 풍자하기도 하였다.

### KBL 중계
2024~25시즌부터 2027~28시즌까지 4시즌간 뉴미디어 중계권 사업자로 선정되었다.

### 티빙 슈퍼 매치
티빙은 KBO와 2024년~2026년까지 뉴미디어 중계권을 체결하면서 2024년부터는 온라인으로 KBO를 볼 수 있는 방법은 티빙이 유일하게 되었다. 하지만 중계권을 체결하는 시점부터 계속 생겨온 논란들로 인해 생긴 악영향을 줄이고자 티빙 슈퍼 매치라는 콘텐츠를 기획하게 된다. 이러하여 생긴 티빙 슈퍼 매치는 주1회 매주 금요일 한 경기씩 선정해 직접 제작과 중계까지 담당하는 콘텐츠이다. 티빙 슈퍼 매치의 내용들은 다음과 같다.
- 프리뷰쇼
- 투수 교체 또는 이닝 종료 시간동안 광고 미송출
- 4D 캠
- 자체 중계진
- 투구 궤적 트래킹 그래픽
- 퇴근길 라이브

여담으로, 원래는 라커룸 촬영이라는 것도 계획했었다. 경기 후 더그아웃과 라커룸을 찾아가 현장감 있는 화면을 제공하겠다는 것인데 구단 측이 불편해했고 후에 백지화하였다.